# Platygaster natalensis
Platygaster natalensis är en stekelart som beskrevs av Peter Neerup Buhl 2003. Platygaster natalensis ingår i släktet Platygaster och familjen gallmyggesteklar. Inga underarter finns listade i Catalogue of Life.